# Macaire le Romain
Pour les articles homonymes, voir Macaire et Saint Macaire.
Macaire le Romain (+ 1550) est un saint orthodoxe, célébré principalement le 15 août et accessoirement le 19 janvier, par l’Église orthodoxe.

## Histoire et tradition
Né à la fin du XVe siècle à Rome dans une famille aisée et pieuse, le futur saint Macaire fait de brillantes études et aspire à une vie de prière. Mais il estime que cette vie est impossible dans la société romaine tombée dans la décadence du paganisme de la Renaissance. Il voit la décadence de l'Occident chrétien dans l'éloignement de la tradition des Pères de l’Église et dans le schisme entre l’Église d’Orient et d'Occident en 1054. Après avoir fait de longues prières, Dieu lui révèle que son salut et sa sanctification se fera dans l’Église orthodoxe qui a gardé immuable la tradition des Pères de l’Église. 
Il décide alors de se rendre en Russie, seul pays où l’Église orthodoxe était alors complètement libre, les Balkans et la plupart des pays d'Europe de l'Est étant alors sous domination ottomane. Arrivé en Russie, Macaire entre au monastère dont saint Alexandre de Svir était alors l’higoumène (abbé). Celui-ci, malgré sa maladie, lui réserve un accueil chaleureux. Après un court noviciat, Macaire devient moine et il décide de partir vivre seul avec Dieu dans la prière.
Il s'installe sur une île boisée de la rivière Lezna, isolée et remplie de moustiques, où il mène une vie de prière permanente. Des chasseurs perdus dans la région  arrivent par hasard un jour sur cette île et y rencontrent le moine. Celui-ci leur indique le chemin pour sortir des marais. Ils ont raconté avoir été surpris par l'apparence divine et la grâce céleste qui se dégageait du saint. 
Afin de fuir les louanges des habitants de la région, Macaire quitte son île et s'installe à un autre endroit au bord de la rivière, où se trouvent de nombreuses bêtes sauvages. Des habitants de la région voient des colonnes de feu la nuit au-dessus du lieu où il se trouve, alors qu'il est dans un état de grâce céleste. De nombreux gens affluent, attirés par la sainteté de Macaire et il est peu à peu obligé d'accepter des disciples. Une communauté monastique se forme et, en 1540, une petite église en bois est construite. Macaire reçoit alors l'ordination en tant que prêtre et devient higoumène de la communauté. 
Il meurt le 15 août 1550 après avoir établi une règle monastique et accompli de nombreux miracles. Il possédait notamment le don de clairvoyance. Il était aussi thaumaturge.
Son monastère, dévasté par l'armée suédoise en 1615 lors de la guerre d'Ingrie, a été restauré au XIXe siècle.

## Sources bibliographiques
- Jacob Bidermann, « Macarius Romanus », nouvelle édition établie par Jean-Marie Valentin, dans Humanistica Lovaniensia, 19, Louvain, Vander, 1970, p. 366-469[7].
- Père Macaire du monastère de Simonos Petras (mont Athos), Le Synaxaire, Vie des Saints de l'Eglise Orthodoxe, t. 5, Indiktos (présentation en ligne), p. 423